# San Andrés Lagunas
San Andrés Lagunas es una localidad del estado mexicano de Oaxaca. Es cabecera del municipio de San Andrés Lagunas.

## Demografía
| Evento censal | Total de habitantes |
| ------------- | ------------------- |
| 1900          | 1,166               |
| 1910          | 1,139               |
| 1921          | 1,091               |
| 1930          | 1,239               |
| 1940          | 883                 |
| 1950          | 761                 |
| 1960          | 778                 |
| 1970          | 468                 |
| 1980          | 442                 |
| 1990          | 339                 |
| 1995          | 276                 |
| 2000          | 221                 |
| 2005          | 197                 |
| 2010          | 231                 |
| 2020          | 198                 |